# Калининское сельское поселение (Красногвардейский район)
Калининское се́льское поселе́ние (укр. Калінінське сільське поселення, крымскотат. Калинино кой юрту, Kalinino köy yurtu) — муниципальное образование в Красногвардейском районе Республики Крым России, в степной зоне полуострова, у границы с Джанкойским районом.
Административный центр — село Калинино.

## История
В советское время, в 1954 году, был образован Калининский сельский совет.
На 15 июня 1960 года в составе сельсовета числились населённые пункты:

| - Анновка - Вишняковка - Калинино | - Первое Мая - Победино - Чижовка |

Сельское поселение образовано в соответствии с законом Республики Крым от 5 июня 2014 года.

## Население
| 2001  | 2014  | 2015  | 2016  | 2017  | 2018  | 2019  |
| ----- | ----- | ----- | ----- | ----- | ----- | ----- |
| 2452  | ↘2259 | ↗2264 | ↗2285 | ↘2267 | ↘2265 | ↘2233 |
| 2020  | 2021  |       |       |       |       |       |
| ↘2220 | ↗2416 |       |       |       |       |       |

## Состав сельского поселения
| № | Населённый пункт | Тип населённого пункта       | Население |
| - | ---------------- | ---------------------------- | --------- |
| 1 | Калинино         | село, административный центр | ↘1120     |
| 2 | Вишняковка       | село                         | ↘308      |
| 3 | Коммунары        | село                         | ↘598      |
| 4 | Победино         | село                         | ↘233      |